# Daniel Aceves
Daniel Aceves Villagrán (ur. 18 listopada 1964 w mieście Meksyk) – meksykański zapaśnik. Srebrny medalista olimpijski z Los Angeles.
Zawody w 1984 były jego jedynymi igrzyskami olimpijskimi. Walczył w stylu klasycznym, w 1984 zdobywając srebro, pod nieobecność sportowców z części krajów tzw. Bloku Wschodniego, w wadze muszej, do 52 kilogramów. Był trzeci na igrzyskach panamerykańskich w 1983, drugi na Igrzyskach Ameryki Środkowej i Karaibów w 1982 i Mistrzostwach Centralnej Ameryki w 1984 roku.
Jego brat Roberto także był olimpijczykiem.